# Битка код Клобука
Битка код Клобука одиграла се крајем 1042. године између дукљанске војске под командом Гојислава, сина Стефана Војислава и комбиноване рашко-босанско-хумске војске под командом хумског кнеза Људовита. Битка је део Устанка Стефана Војислава, а завршена је одлучном победом дукљанских војника.

## Битка
Након победе у бици код Сутормана, Војислав се окренуо према Људовиту. Од заробљених грчких војника изабрао је педесеторицу и послао их пред Хумљанима да испричају грчку погибију. Људовит је, међутим, неактиван чекао код Клобука. Када је Војислављев син Гојислав стигао са зетском војском пред Клобук, није му било тешко да разбије савезничку војску. Сам Људовит је остао рањен након мегдана са Војиславом и двојицом његових људи. Дукљани су наставили гонити византијске трупе све до Дрима у Албанији.

## Последице
После овог пораза Византија ништа није предузимала против Дукље. Задржале су је, вероватно, у први мах опасне навале Руса који стигоше под саму престоницу (Византијско-руски рат) и заплети са Норманима који почеше систематски потискивати Грке из јужне Италије.
Зетски успех је, према томе, био потпун са обе стране. Границе Војислављеве државе допреше све до Војуше на истоку, а читава требињска област (с Конављем) на западу, заједно са неким деловима приморског Хума (до Стона) дође под његову власт.